# Кальцеї

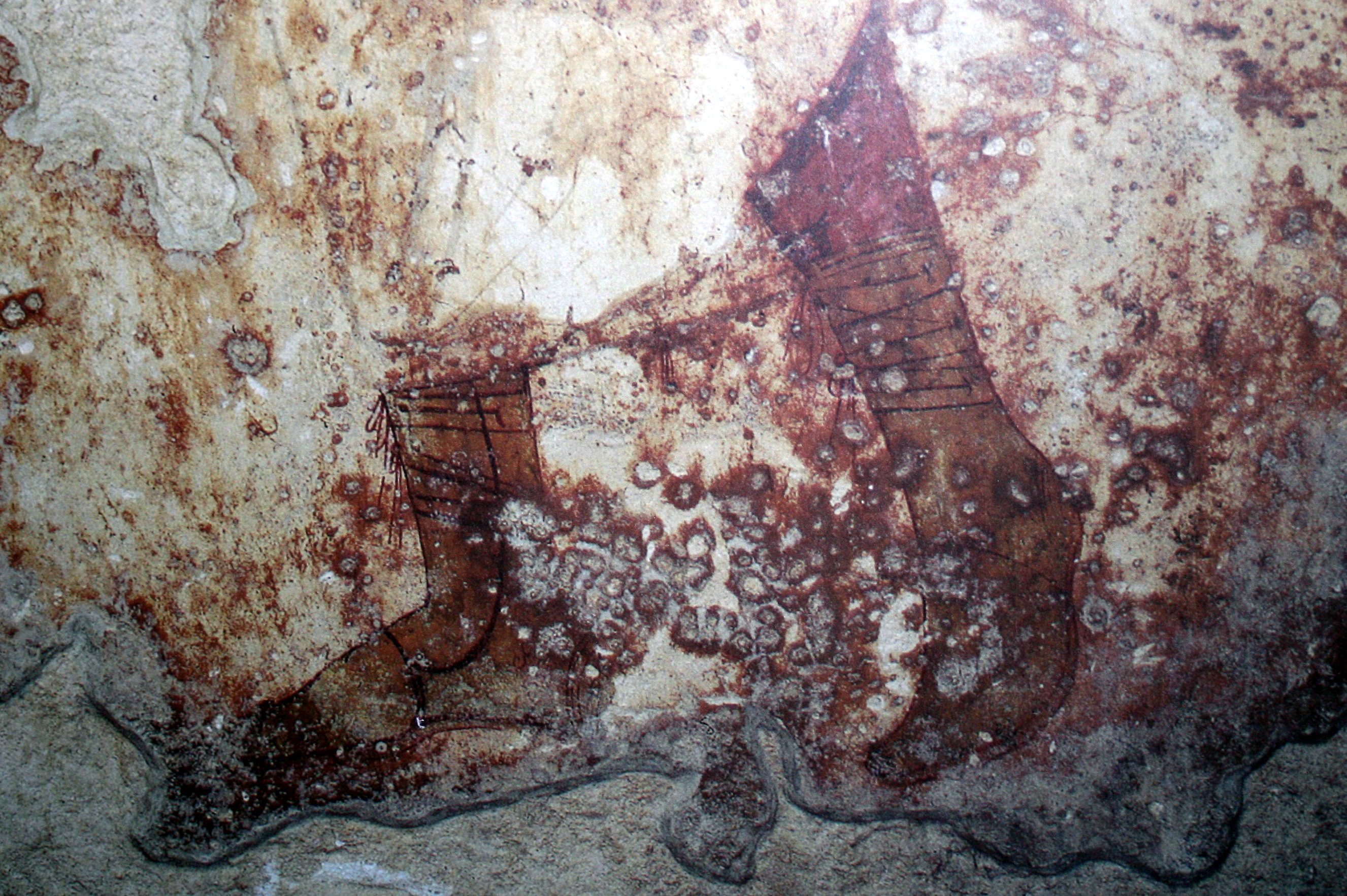
Римлянин у кальцеях. Фреска гробниці у Пестумі (Італія)

Ка́льцеї, ка́лкеї (лат. calceī), однина — «ка́льцей», «ка́лкей» (calceus) — вид взуття, поширений у Стародавньому Римі. Являли собою шкіряні чоботи висотою до щиколоток, відрізнялися від каліг закритим миском. Слово calceus походить від лат. calx, род. відм. calcis («п'ята»).
Право на носіння кальцеїв мали лише римські громадяни, чужоземцям і рабам їх носити заборонялося. Аристократи носили червоні кальцеї з срібляними пряжками та чорними ременями — кальцеї муллеї, прості громадяни — чорні без прикрас. Імператор мав кальцеї пурпурового (імператорського) кольору.

## Інше
Припускають, що у результаті змішання слів caligae («каліги») та calcei («кальцеї») у середньогрецькій мові з'явилося слово καλίκια («рід шкіряного взуття») від якого виводять, за одною з версій, українське «каліка» (у значенні «мандрівний співець духовних пісень»). По всій середньовічній Європі такі чоботи були звичайним взуттям мандрівників та прочан.